# テレビの木
テレビの木（テレビのき）は、関西テレビ放送で放送される「テレビをちょっと違う視点から見てみよう」をコンセプトに、テレビの裏側やテレビにまつわる様々な話題を取り上げる番組である。2007年10月21日放送開始、2009年9月20日放送終了。2008年3月23日までは「別冊カンテレ批評」というタイトルであった。放送時刻は毎月第3日曜日の午前6:30-7:00。

## 概要
関西テレビの番組に対して毎回登場するコメンテーターのコラムなどを通じて、少し違った視点から取り上げる。

## 出演

### MC
- 三倉茉奈、三倉佳奈

### 進行
- 石巻ゆうすけ（関西テレビアナウンサー）

### コメンテーター
毎月コメンテーター1名と、解説で関西テレビから1名出演。

## コーナーの概略
特集・マナカナ・メセン
テレビの番組作りを裏側から紹介する。
月刊テレビコラム
各界の著名人が現在のテレビ業界について鋭いツッコミを入れるコーナー。
駐在さん便り
近畿一円8ヶ所にいる関西テレビの駐在員の姿と、とっておきの映像を紹介する。